# Abbaye de Fürstenzell
L'abbaye de Fürstenzell est une ancienne abbaye de l'Ordre de Cîteaux, fille de l'abbaye d'Aldersbach, de la filiation de l'abbaye de Morimond. Elle se trouve à Fürstenzell dans le diocèse de Passau en Basse-Bavière.

## Histoire
L'abbaye, d'abord vouée à saint Laurent puis à l'Assomption, est fondée en 1274 par l'abbé Hartwig, chapelain de la Cour du duc Henri XIII de Bavière. C'est de ce prince que l'abbaye tient son nom (Fürstenzell = Cella principis). Les premiers moines arrivent de l'abbaye d'Aldersbach à l'Avent 1274 et l'abbé Walter est élu à la tête de cette fondation. L'église Sainte-Marguerite (de), qui sert d'église à la porterie, est construite et réaménagée dans un style baroque au XVIIIe siècle. Après les lois de sécularisation napoléoniennes qui confisquent l'abbaye en 1803, l'église devient simple église paroissiale.
Les bâtiments de l'abbaye sont achetés par la famille de brasseurs Wieninger qui les vendent en 1928 aux brasseries  Hacklberg. Deux ans plus tard, en 1930, les Pères maristes se portent acquéreurs de l'ancienne abbaye. Les autorités civiles transforment le séminaire en hôpital militaire pendant la dernière guerre. Les Pères maristes ouvrent un lycée (Gymnasium) en 1948, à la place du séminaire, avec un internat jusqu'en 1990. Une partie des bâtiments abbatiaux est confiée au diocèse de Passau en 2004 pour en faire un centre spirituel.
Faute de vocation, les maristes vendent l'abbaye en 2007 à une firme internationale.

## L'église abbatiale
Les moines cisterciens font bâtir une église abbatiale vouée à Notre-Dame de l'Assomption. Elle est consacrée en 1334 par l'évêque Théodoric de Passau. Elle est entièrement réaménagée au XVIIIe siècle en style baroque. L'architecte et sculpteur Joseph Matthias Götz rénove l'édifice en 1739 avec Martin Wolf et Martin Wöger sur les directives de Johann Michael Fischer. Le nouveau toit est installé en 1740, la façade construite en 1744 et de 1745 à 1777 la nef avec une nouvelle tour sud. L'église N.-D. de l'Assomption peut alors être consacrée en 1748 par le prince-évêque de Passau, Mgr Joseph Dominikus von Lamberg.
La façade est ornée d'une statue de l' Immaculata (ou Immaculée Conception) flanquée de saint Benoît et de saint Bernard. Le plan de l'église suit celui du style du Voralberg (Wandpfeilerkirche), c'est-à-dire une combinaison entre l'église-halle et l'église rectangulaire ou Saalkirche.
Johann Baptist Straub est l'auteur du maître-autel en 1741 et Joseph Matthias Götz des autels latéraux (entre 1720 et 1730). Les stucs sont de Johann Baptist Modler (de), tandis que le célèbre peintre rococo tyrolien, Johann Jakob Zeiller, peint les fresques légères et raffinées ainsi que les tableaux d'autel, dont celui de l'Assomption au-dessus du maître-autel.

## Les bâtiments monastiques
Les bâtiments monastiques sont aussi reconstruits à la fin du XVIIe siècle. Une aile sud et une aile ouest sont édifiées en 1770 sur commande de l'abbé Otto Prasser. La Fürstensaal (Salle princière), aujourd'hui chapelle, est somptueusement décorée par Bartolomeo Altomonte, et la grande salle-à-manger (aujourd'hui disparue) par Johann Gfall. Le magnifique escalier est décoré de fresques de Zeiller, ainsi que la bibliothèque (entre 1765 et 1770). Joseph Deutschmann (de) est l'auteur d'une multitude d'angelots, de guirlandes et d'atlantes.

## Galerie

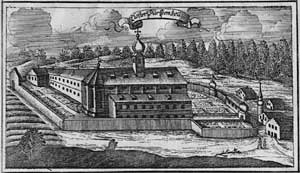
L'abbaye en 1687, gravure de Kraus, atlas d'Ertl.
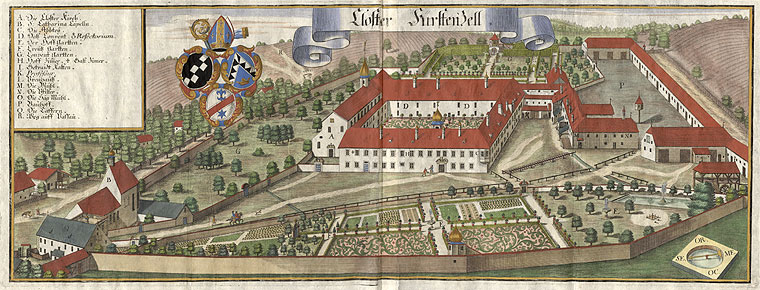
L'abbaye au début du XVIIIe siècle.
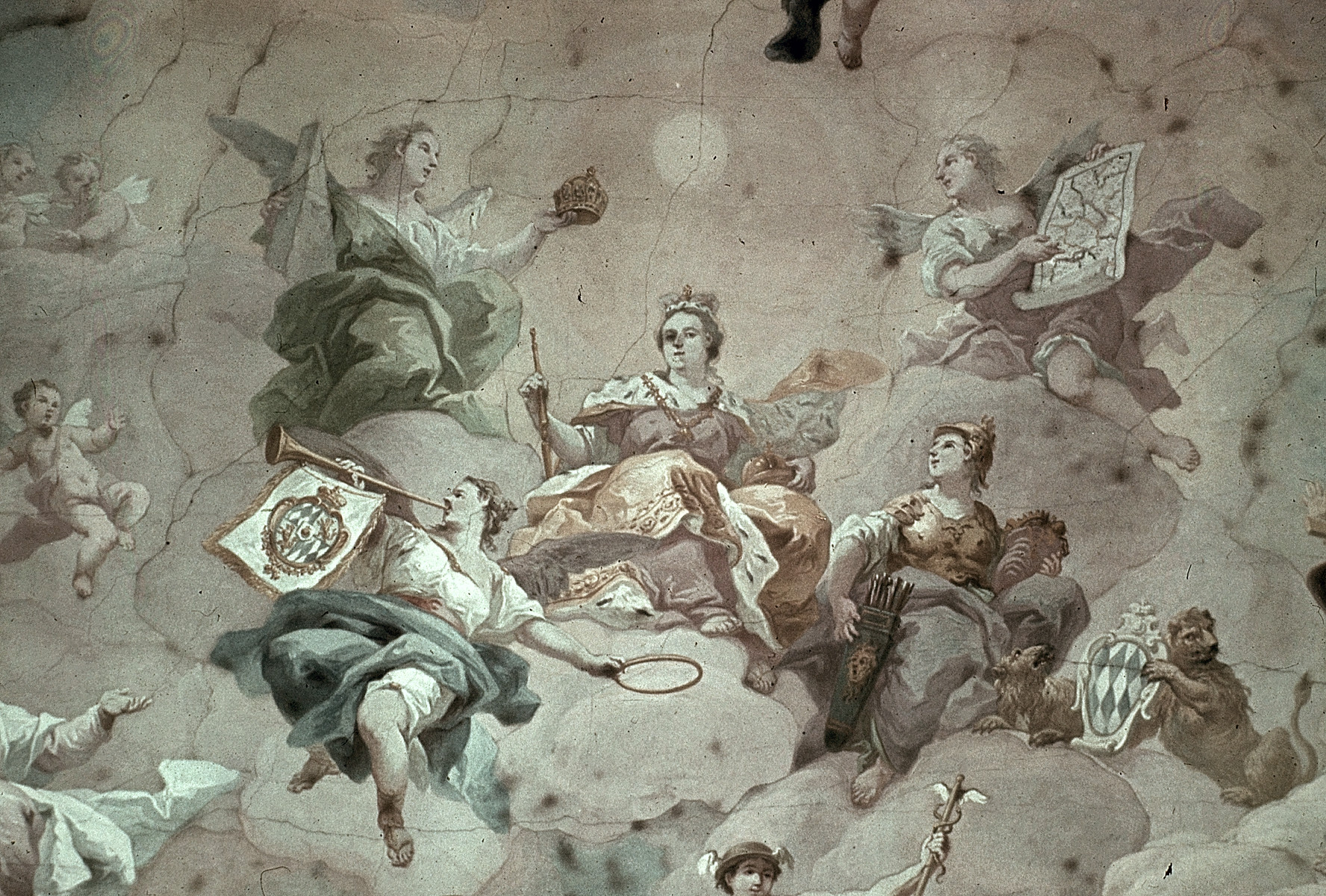
Détail d'une fresque de Bartolomeo Altomonte dans la Salle princière.